# 沖縄県立那覇商業高等学校
沖縄県立 那覇商業高等学校（おきなわけんりつ なはしょうぎょう こうとうがっこう）は、沖縄県那覇市松山にある県立の商業高等学校。沖縄県の商業系高校では最古、最難、最大規模の学校。略称は「那覇商」（なはしょう）。

## 沿革
- 1905年9月11日 - 那覇区立商業学校として開校。
- 1922年5月20日 - 那覇市立商業学校に改称。
- 1923年4月 - 本科予科制廃止し5ヵ年制となる。
- 1940年5月 - 那覇市立第二商業学校開校。
- 1944年 - 那覇商業・那覇第二商業を閉校し那覇商工学校開校。
- 1945年6月 - 沖縄戦により校舎消失。
- 1951年4月7日 - 学校再開。商業科を設置。
- 1952年10月1日 - 定時制設置。
- 1972年5月15日 - 沖縄県立那覇商業高等学校に改称。
- 1987年4月1日 - 会計科・情報処理科を設置。
- 1994年4月1日 - 国際経済科を設置。
- 1994年3月 - 第66回選抜高等学校野球大会出場。
- 1994年8月 - 第76回全国高等学校野球選手権大会出場。
  - 8月13日　2回戦 那覇商4-2横浜
  - 8月17日　3回戦 那覇商1-2佐賀商(ベスト16進出)
- 2011年10月 - 新校舎(普通教室棟)が完成。

## 設置学科
全日制
- 商業科 (160人、4クラス)
  - ビジネス基礎・簿記・商業技術等の専門科目を重点的に学習し、将来、事務や販売、ビジネスの基本的な知識・技術などを身につけた経済界のスペシャリストとして活躍できる人材を育成する。
- 会計科 (80人、2クラス)
  - 簿記・会計・原価計算・会計実務等の科目を重点に学習し、企業会計についての専門的な知識・技術を身につけ、会計実務のスペシャリストとして広く経済界で活躍できる人材を育成する。
- 情報処理科(80人、2クラス)
  - 情報処理に関する基礎的な知識や技術を習得させる。また、プログラミングによる論理的な思考力、マルチメディアを活用した創造力、情報倫理に関しての判断力を身につけさせ、グローバルな高度情報通信ネットワーク社会をリードするスペシャリストを育成する。
- 国際経済科 (40人、1クラス)
  - 外国語によるコミュニケーション能力を育て、国際感覚を備えた産業人を育成するとともに、進学を目標に指導の徹底を図る。特に外国語では、オーラルコミュニケーション・リーディング・ライティング・中国語等の単位数を増やし、グローバルな視点からの人材育成を行う。

定時制
- 商業科(40人)

## 年間行事
- 4月：入学式
- 12月：学園祭
- 3月：卒業式

## 日商簿記甲子園
- 日本商工会議所が2024年度から開催する第1回全国高等学校日商簿記選手権大会（日商簿記甲子園）（日商簿記検定施行70周年記念事業）の参加校である[1]。

## アクセス
モノレール
- 県庁前駅から徒歩10分

バス
この項の出典 : 
| 運行事業者            | 路線・系統                           | 下車停留所              |
| --------------------- | ------------------------------------ | ----------------------- |
| 東京バス沖縄営業所    | TK01/TK02                            | 商業高校前、徒歩1分     |
| 那覇バス              | 2番/5番/15番/45番                    | 商業高校前、徒歩1分     |
| 那覇バス              | 1番/ 9番/14番                        | 琉銀本店前、徒歩7分     |
| 那覇バス              | 7番/ 11番                            | 沖縄タイムス前、徒歩5分 |
| 琉球バス交通          | 21番/23番/24番/26番/63番/99番/ 110番 | 沖縄タイムス前、徒歩5分 |
| 琉球バス交通 沖縄バス | 28番/29番/120番                      | 沖縄タイムス前、徒歩5分 |
| 沖縄バス              | 27番/32番/43番/ 77番/ 87番           | 沖縄タイムス前、徒歩5分 |

## 出身著名人
- 玉城秀子（琉球舞踊家、玉城流家元）
- エリコ（The Do-Nuts）
- 伊佐真琴（元社会人野球選手）
- 上田正則（元プロ野球選手）
- 国仲涼子（女優）
- 新里堅進（漫画家）
- 砂川恵理歌（歌手）
- 津嘉山正種（俳優）
- 仲宗根梨乃（ダンサー）
- 長嶺将真（空手家）
- 華宮あいり（元宝塚歌劇団）